# Alfred Barklund
Alfred Per Axel Barklund, född 21 oktober 2000 i Stockholms län, Sverige, är en svensk professionell ishockeyspelare som spelar för AIK Hockey i Hockeyallsvenskan. Barklund har tidigare spelat för bland annat Västerviks IK och Örebro hockey. 